# Saint-Denis-sur-Sarthon
Pour les articles homonymes, voir Saint-Denis et Sarthon (homonymie).
Saint-Denis-sur-Sarthon est une commune française, située dans le département de l'Orne en région Normandie, peuplée de 1 078 habitants.

## Géographie
Nichée entre la butte Chaumont, Montarbours et la forêt de Multonne, Saint-Denis-sur-Sarthon est un village-rue traversé par la RN 12.

### Hydrographie
La commune est située dans le bassin Loire-Bretagne. Elle est drainée par le Sarthon, le Chandon et  et un autre petit cours d'eau.
Le Sarthon, d'une longueur de 25 km, prend sa source dans la commune de Rouperroux, près du hameau des Carrières, à une altitude de 325 mètres, et se jette  dans la Sarthe en limite de Saint-Céneri-le-Gérei et de Saint-Pierre-des-Nids, face à Saint-Léonard-des-Bois, à une altitude de 117 mètres, après avoir traversé onze communes. Les caractéristiques hydrologiques de le Sarthon sont données par la station hydrologique située sur la commune de Rives d'Andaine. Le débit moyen mensuel est de 1,15 m3/s. Le débit moyen journalier maximum est de 8,97 m3/s, atteint lors de la crue du 28 décembre 2013. Le débit instantané maximal est quant à lui de 10,5 m3/s, atteint le 1er février 2014.

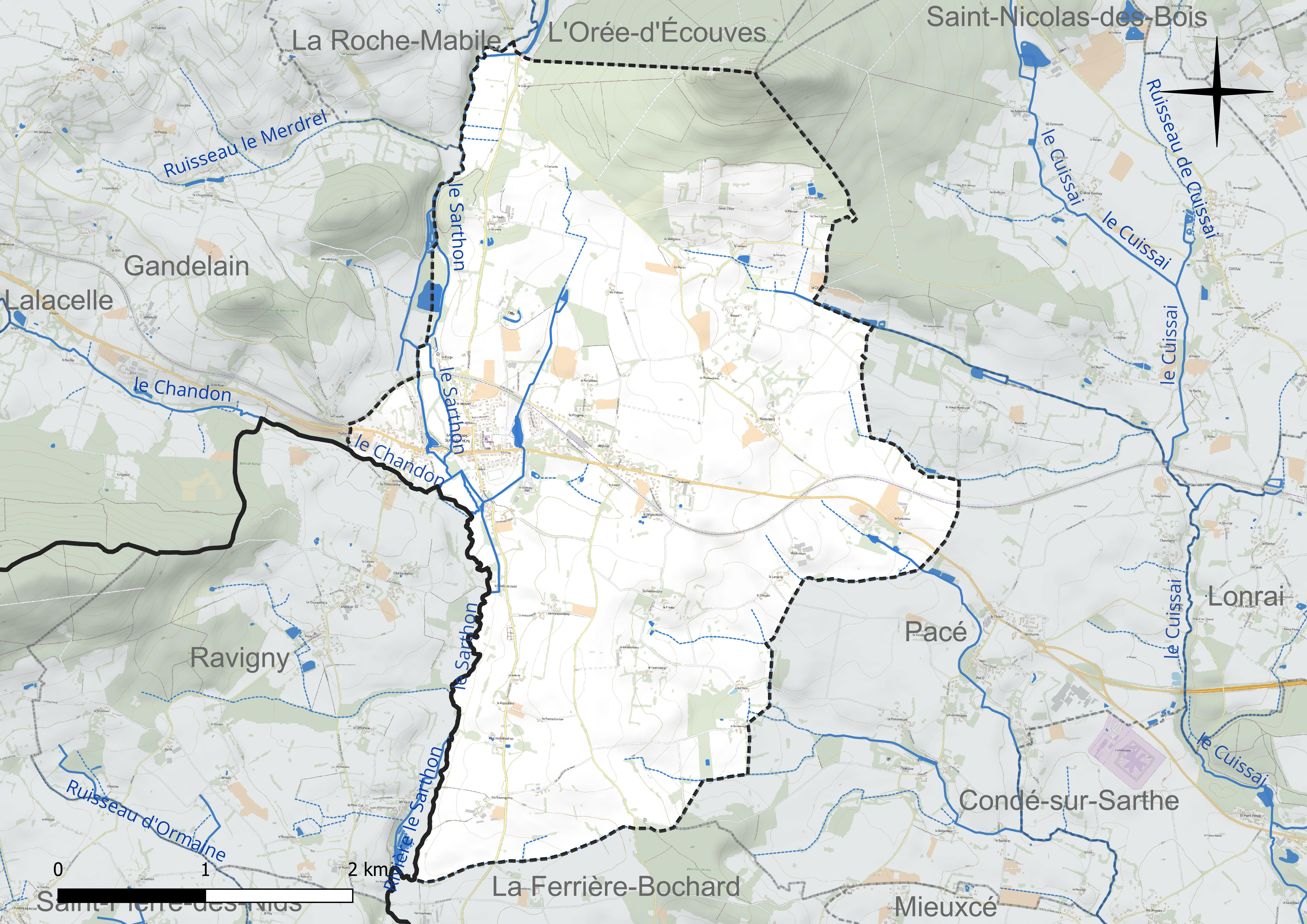
Réseau hydrographique de Saint-Denis-sur-Sarthon.

### Climat
Pour des articles plus généraux, voir Climat de la Normandie et Climat de l'Orne.
En 2010, le climat de la commune est de type climat océanique dégradé des plaines du Centre et du Nord, selon une étude du CNRS s'appuyant sur une série de données couvrant la période 1971-2000. En 2020, Météo-France publie une typologie des climats de la France métropolitaine dans laquelle la commune est dans une zone de transition entre le climat océanique et le climat océanique altéré et est dans la région climatique Normandie (Cotentin, Orne), caractérisée par une pluviométrie relativement élevée (850 mm/a) et un été frais (15,5 °C) et venté. Parallèlement le GIEC normand, un groupe régional d’experts sur le climat, différencie quant à lui, dans une étude de 2020, trois grands types de climats pour la région Normandie, nuancés à une échelle plus fine par les facteurs géographiques locaux. La commune est, selon ce zonage, exposée à un « climat des plateaux abrités », se caractérisant par une pluviométrie et des contraintes thermiques modérées mais aussi, par effet de continentalité, des températures plus contrastées qu'au nord dans la plaine de Caen, avec communément 10 à 15 jours par an de plus de froid en hiver et de chaleur en été.
Pour la période 1971-2000, la température annuelle moyenne est de 10,6 °C, avec une amplitude thermique annuelle de 13,9 °C. Le cumul annuel moyen de précipitations est de 787 mm, avec 12,5 jours de précipitations en janvier et 7,3 jours en juillet. Pour la période 1991-2020, la température moyenne annuelle observée sur la station météorologique la plus proche, située sur la commune d'Alençon à 11 km à vol d'oiseau, est de 11,3 °C et le cumul annuel moyen de précipitations est de 743,7 mm,. Pour l'avenir, les paramètres climatiques de la commune estimés pour 2050 selon différents scénarios d’émission de gaz à effet de serre sont consultables sur un site dédié publié par Météo-France en novembre 2022.

## Urbanisme

### Typologie
Au 1er janvier 2024, Saint-Denis-sur-Sarthon est catégorisée bourg rural, selon la nouvelle grille communale de densité à sept niveaux définie par l'Insee en 2022.
Elle est située hors unité urbaine. Par ailleurs la commune fait partie de l'aire d'attraction d'Alençon, dont elle est une commune de la couronne,. Cette aire, qui regroupe 89 communes, est catégorisée dans les aires de 50 000 à moins de 200 000 habitants,.

### Occupation des sols
L'occupation des sols de la commune, telle qu'elle ressort de la base de données européenne d’occupation biophysique des sols Corine Land Cover (CLC), est marquée par l'importance des territoires agricoles (82,3 % en 2018), une proportion sensiblement équivalente à celle de 1990 (82,4 %). La répartition détaillée en 2018 est la suivante : 
prairies (44,1 %), terres arables (38,2 %), forêts (9,8 %), zones urbanisées (6,1 %), milieux à végétation arbustive et/ou herbacée (1,8 %). L'évolution de l’occupation des sols de la commune et de ses infrastructures peut être observée sur les différentes représentations cartographiques du territoire : la carte de Cassini (XVIIIe siècle), la carte d'état-major (1820-1866) et les cartes ou photos aériennes de l'IGN pour la période actuelle (1950 à aujourd'hui).

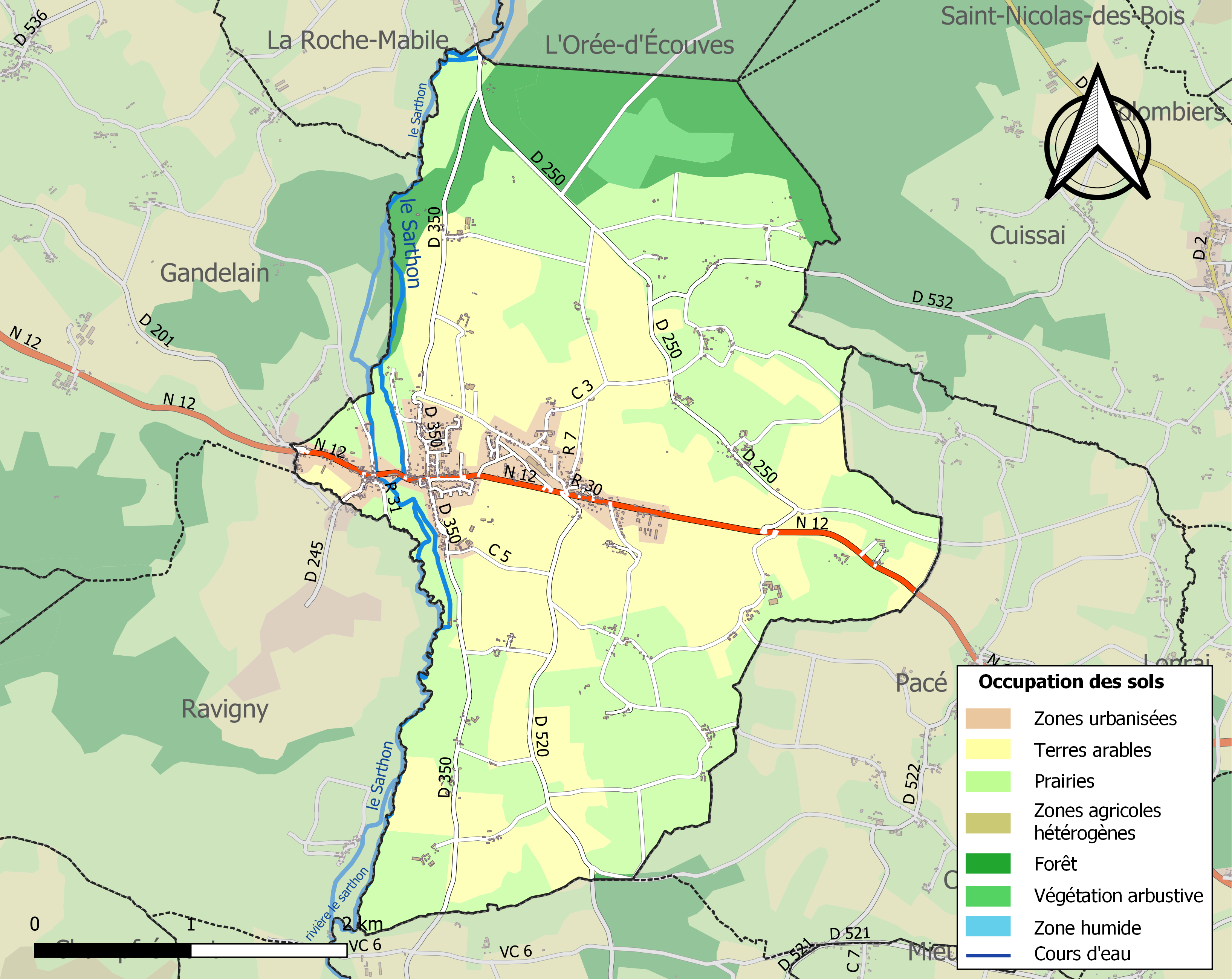
Carte des infrastructures et de l'occupation des sols de la commune en 2018 (CLC).

## Toponymie
Le nom de la localité est attesté sous la forme Sanctus Dionisius en 1186.
Saint Denis, Dionysius en latin, est un saint tutélaire à la vie légendaire et le premier évêque de Paris.
Le Sarthon est une rivière française qui coule dans le département de l'Orne et limitrophe de celui de la Mayenne (au nord-est).
Lors de la Révolution française, la commune porte le nom de Sarthon sous Chaumont.

## Histoire
À partir de 1530, les terres sont la propriété du sieur de la Templairie Jehan de Moulignet. Les activités de sidérurgie et de moulins à papier sont documentées à partir de 1659. Le haut-fourneau où sont produits des gueuses de fonte est édifié par Thomas Ruel. Jean-Baptiste Ruel de Belleisle crée la manufacture royale de faïences polychromes de grand feu en 1749. 120 ouvriers travaillent sur le site en 1778.
Le haut-fourneau et la faïencerie ferment en 1860. Les forges sont détruites en 1867.

## Politique et administration

### Administration municipale
| Période                                  | Période   | Identité           | Étiquette | Qualité                    |
| ---------------------------------------- | --------- | ------------------ | --------- | -------------------------- |
| 1792                                     | 1794      | Jean Courbard      |           |                            |
| 1794                                     | 1796      | Martin Dupuiserot  |           |                            |
| 1800                                     | 1806      | Pierre Mallet      |           |                            |
| 1885                                     | 1901      | Édouard Saillant   |           |                            |
| 1901                                     | 1925      | Louis Mallet       |           |                            |
| 1925                                     | 1945      | Ernest Damoiseau   |           |                            |
| 1945                                     | 1947      | Gustave Delabbé    |           |                            |
| 1947                                     | 1953      | Emilien Despierres |           |                            |
| 1953                                     | 1971      | Émile Janvier      | UNR       | Conseiller général, député |
| 1971                                     | 1977      | Maurice Muchery    |           |                            |
| 1977                                     | juin 1995 | Bernard Chauvin    |           |                            |
| juin 1995                                | En cours  | Michel Julien      | SE        |                            |
| Les données manquantes sont à compléter. |           |                    |           |                            |

Le conseil municipal est composé de quinze membres dont le maire et quatre adjoints.

## Démographie
L'évolution du nombre d'habitants est connue à travers les recensements de la population effectués dans la commune depuis 1793. Pour les communes de moins de 10 000 habitants, une enquête de recensement portant sur toute la population est réalisée tous les cinq ans, les populations de référence des années intermédiaires étant quant à elles estimées par interpolation ou extrapolation. Pour la commune, le premier recensement exhaustif entrant dans le cadre du nouveau dispositif a été réalisé en 2007.
En 2022, la commune comptait 1 078 habitants, en évolution de −2,88 % par rapport à 2016 (Orne : −3,21 %, France hors Mayotte : +2,11 %).
| 1793  | 1800  | 1806  | 1821  | 1836  | 1841  | 1846  | 1851  | 1856  |
| ----- | ----- | ----- | ----- | ----- | ----- | ----- | ----- | ----- |
| 1 500 | 1 252 | 1 287 | 1 350 | 1 361 | 1 334 | 1 432 | 1 411 | 1 343 |

| 1861  | 1866  | 1872  | 1876  | 1881  | 1886  | 1891  | 1896  | 1901  |
| ----- | ----- | ----- | ----- | ----- | ----- | ----- | ----- | ----- |
| 1 254 | 1 321 | 1 126 | 1 080 | 1 043 | 1 061 | 1 065 | 1 013 | 1 003 |

| 1906  | 1911  | 1921 | 1926 | 1931 | 1936 | 1946  | 1954 | 1962 |
| ----- | ----- | ---- | ---- | ---- | ---- | ----- | ---- | ---- |
| 1 015 | 1 011 | 843  | 834  | 800  | 928  | 1 012 | 888  | 958  |

| 1968 | 1975 | 1982  | 1990 | 1999  | 2006  | 2007  | 2012  | 2017  |
| ---- | ---- | ----- | ---- | ----- | ----- | ----- | ----- | ----- |
| 967  | 957  | 1 053 | 971  | 1 062 | 1 150 | 1 163 | 1 105 | 1 122 |

| 2022  | - | - | - | - | - | - | - | - |
| ----- | - | - | - | - | - | - | - | - |
| 1 078 | - | - | - | - | - | - | - | - |

## Lieux et monuments
- Le château de la Touche (XVIIIe siècle).
- Le château du Fault.
- Le château de la Faïencerie.
- La manufacture royale de Faïencerie[18]
- La butte Chaumont.
- Église du XIIIe siècle lieu de baptême de Zélie Marie Guérin, mère de sainte Thérèse.
- Aire de l'Étansiau.
- Haut fourneau de la Forge (fermé en 1860)[18]
- Le centre de ressources et d'initiatives locales.

Dans le patrimoine industriel de l'Orne : deux dossiers sur le fourneau et la faïencerie.
En 2023, une statue en bois, datée selon premières estimations du XVIe ou XVIIe siècle et jugée comme représentant saint Denis, est découverte dans le grenier de la mairie.
Une association de sauvegarde du patrimoine de la commune (Sauvegarde du petit patrimoine dyonisien) est créée en 2024. Sa première action concerne la sauvegarde d'une ancienne chapelle funéraire hébergeant les restes de la famille Saillant (dont Édouard Saillant, maire de la ville de 1885 à 1901).

## Personnalités liées à la commune
- Le général-comte Jean Pierre François Bonet (1768-1857) y possédait sa résidence d'été, le château de la Touche.
- Le peintre Maurice Denis (1870-1943) y séjourna durant la Seconde Guerre mondiale, avant sa mort. On peut voir au musée Maurice-Denis de Saint-Germain-en-Laye, le « tas de pommes », inspiré de ses promenades à Saint-Denis-sur-Sarthon. Il a également représenté le château de la Touche, actuellement en collection particulière.
- Le peintre Raoul Dufy (1877-1953) y séjourna également pendant la Seconde Guerre mondiale ; l'école du village porte son nom.
- Sainte Zélie Martin (1831-1877), mère de sainte Thérèse de Lisieux, a été baptisée au lendemain de sa naissance en l'église de Saint-Denis-sur-Sarthon. Son père y était gendarme.
- L'abbé Jean-Louis Coulombet  (1726-1804), un temps principal du collège de Séez sur appui de son évêque, curé de l'église paroissiale, inventeur des comices agricoles, créateur d'une école de filles, puis de garçons, créateur d'un conseil municipal avant la Révolution constitué de nobles, d'industriels et du clergé.